# Ящера (река)
Я́щера — река в России, протекает по Лужскому району Ленинградской области. Устье реки находится в 177 км по правому берегу реки Луги. Длина реки составляет 78 км, площадь водосборного бассейна — 655 км².

## Притоки
(указано расстояние от устья)
- 18 км: река Долгуша (пр)
- 22 км: ручей Любанка (руч. Пелковский) (лв)
- 36 км: река Владычкинская (Каменка) (пр)
- 38 км: река Железенка (лв)
- 51 км: река Лутинка (лв)
- ручей Глубокий
- ручей Глухой
- река Большая Канава
- река Сосновка

## Данные водного реестра

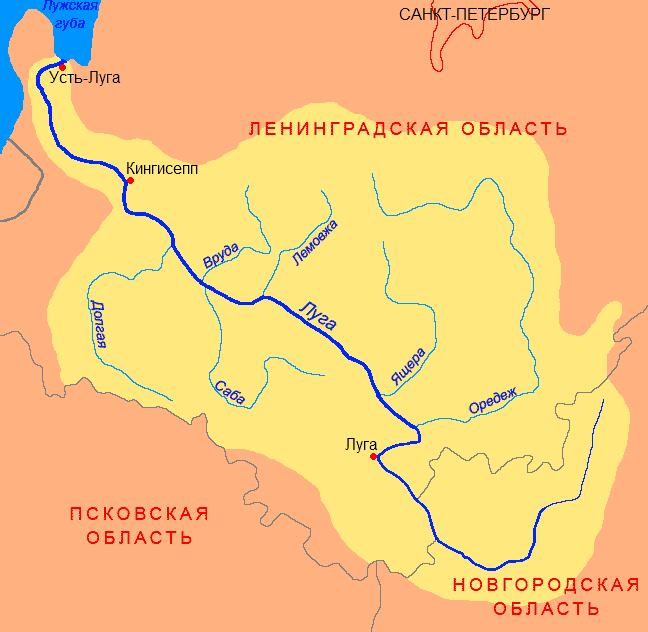

По данным государственного водного реестра России относится к Балтийскому бассейновому округу, водохозяйственный участок реки — Луга от в/п Толмачево до устья. Относится к речному бассейну реки Нарва (российская часть бассейна).
Код объекта в государственном водном реестре — 01030000612102000026060.